# Palladuc
 Palladuc  es una población y comuna francesa, situada en la región de Auvernia, departamento de Puy-de-Dôme, en el distrito de Thiers y cantón de Saint-Rémy-sur-Durolle.

## Demografía
| 626 | 531 | 467 | 479 | 474 | 498 |
| Para los censos de 1962 a 1999 la población legal corresponde a la población sin duplicidades (Fuente: INSEE [Consultar]) |     |     |     |     |     |